# Primarias del Partido Republicano de 2012 en Virginia
Las Primarias del Partido Republicano de 2012 en Virginia se hicieron el 6 de marzo de 2012 en el llamado Supermartes. Las Primarias del Partido Republicano fueron unas Primarias, con 49 delegados para elegir al candidato del partido Republicano para las elecciones presidenciales de Estados Unidos de 2012.  En el estado de Virginia estaban en disputa 49 delegados.

## Elecciones

### Resultados
En Virginia, las restricciones de voto eran más restrictivas que en la mayoría de los estados, resultando en que la mayoría de los candidatos no consiguieran estar en las urnas. Varios candidatos sin éxito presentaron una demanda para revocar la decisión.
| Primarias Republicanas de Virginia de 2012 | Primarias Republicanas de Virginia de 2012 | Primarias Republicanas de Virginia de 2012 | Primarias Republicanas de Virginia de 2012 |
| Candidato                                  | Votos                                      | Porcentaje                                 | Delegados                                  |
| ------------------------------------------ | ------------------------------------------ | ------------------------------------------ | ------------------------------------------ |
| Mitt Romney                                | 158,119                                    | 59.54%                                     | 43                                         |
| Ron Paul                                   | 107,451                                    | 40.46%                                     | 3                                          |
| Delegados no proyectados:                  | Delegados no proyectados:                  | Delegados no proyectados:                  | 3                                          |
| Total:                                     | 265,570                                    | 100.00%                                    | 49                                         |